# Tweede Heinenoordtunnel
De Tweede Heinenoordtunnel of de 2e Heinenoordtunnel is de langzaamverkeerstunnel van de Heinenoordtunnel. De tunnel loopt vanaf Heinenoord naar Barendrecht en heeft twee tunnelbuizen: een voor agrarisch verkeer en een voor fietsers en voetgangers (ook wel Derde Heinenoordtunnel of 3e Heinenoordtunnel). De agrarisch-verkeerstunnel wordt ook gebruikt door scooterverkeer.

## Geschiedenis
Tot 1991 kon het langzaamverkeer over een speciaal gereserveerde strook van de Heinenoordtunnel. In 1991 werd bepaald dat de stroken voor de snelweg uitgebreid moesten worden; de strook voor het langzame verkeer in de oostelijke buis werd opgeheven. In 1997 werd gestart met het boren van de Tweede Heinenoordtunnel. Bijzonder was dat dit de eerste geboorde langzaamverkeerstunnel in Nederland was. Op 16 september 1999 werd de Tweede Heinenoordtunnel geopend door (toenmalig) prins Willem-Alexander.

## Bouwmethode
De Tweede Heinenoordtunnel is de eerste tunnel in Nederland die geboord is met een tunnelboormachine. Vanwege de slappe grond is gebruikgemaakt van een slurryshield. De gebruikte tunnelboormachine had een diameter van 8,50 meter en een lengte van 60 meter. De boorsnelheid bedroeg 10 meter per etmaal.

## Betonprijs
De Tweede Heinenoordtunnel won in 1999 de Betonprijs.

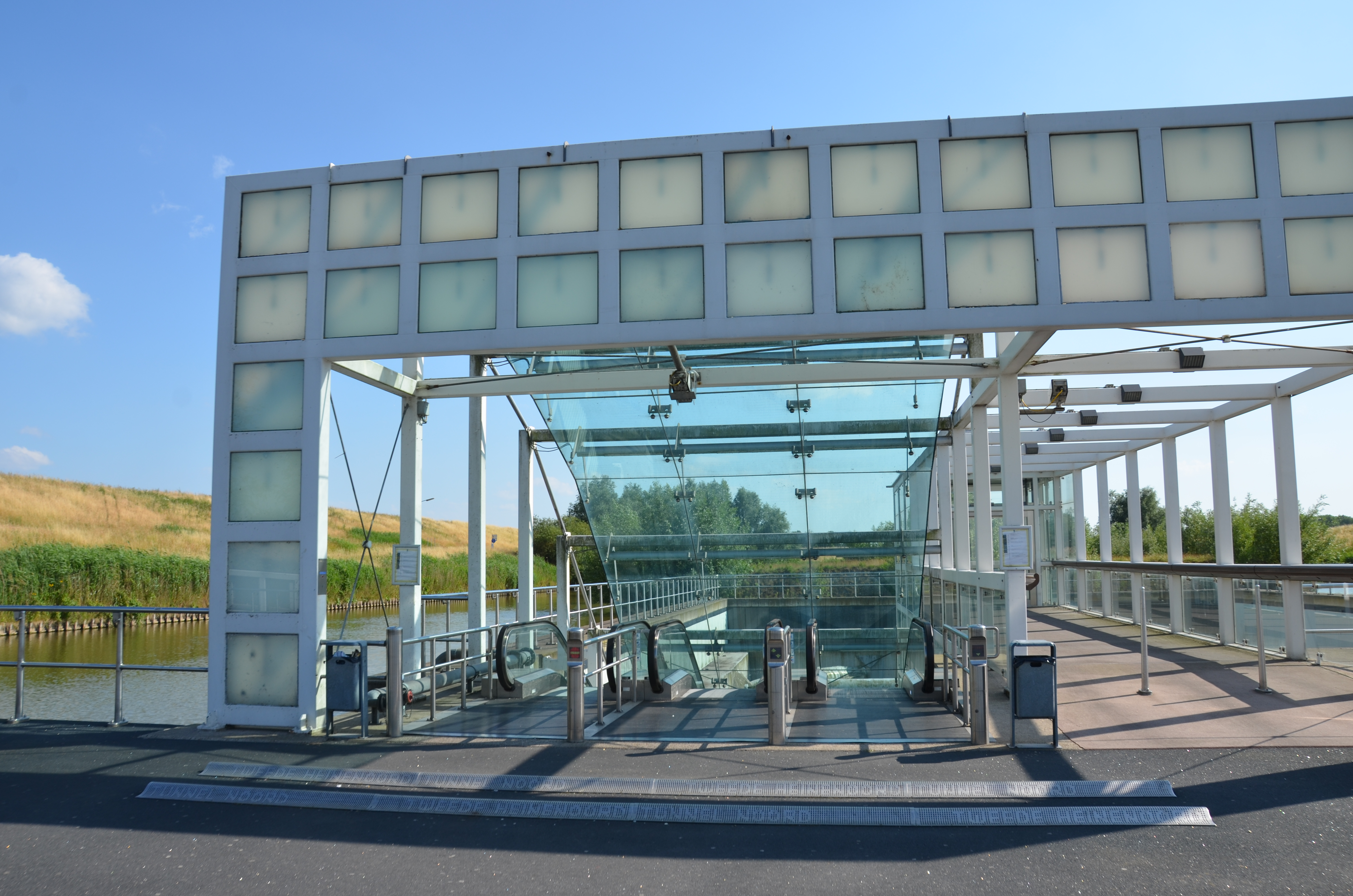
De ingang van de tunnelbuis voor fietsers en wandelaars.